# Masseeëlla ciferrii
Masseeëlla ciferrii är en svampart som beskrevs av Ciccar. 1951. Masseeëlla ciferrii ingår i släktet Masseeëlla, ordningen Pucciniales, klassen Pucciniomycetes, divisionen basidiesvampar och riket svampar.   Inga underarter finns listade i Catalogue of Life.